# Elise Ramette
Elise Ramette (Ieper, 3 november 1998) is een Belgisch basketbalspeelster. Ze speelt sinds 2024 als point-guard bij het Spaanse Joventut Badalona (Club Joventut Badalona Femenino). Sinds 2022 is ze actief voor het Belgisch nationaal basketbalteam, de Belgian Cats, en had in juni 2024 49 selecties bij de nationale ploeg.
Ramette studeerde aan het College Ieper en  kinesitherapie aan de UGent. Ze debuteerde bij de Belgian Cats in 2022 op het World Cup Qualifying Tournament in Washington D.C.. en was bij de 2022 FIBA World Championships in Sydney toen ze daar vijfde werden, bij EuroBasket 2023 in Ljubljana toen de Cats goud behaalden en op de Olympische Spelen Parijs 2024.
In 2022 was ze op het Wereldkampioenschap 3x3 in Antwerpen reservespeelster bij het Belgisch 3×3-basketbalteam.

## Privé
Op EuroBasket 2023 verdedigde Ramette via videoconferentie haar masterthesis kinesitherapie tegenover haar Gentse promotor op 24 juni 2023 tussen 6 en 7 uur ’s ochtends, om later die dag in de Arena Stožice in Ljubljana de halve finale tegen Frankrijk te winnen.

## Palmares
Cadi la Seu
- 2023, 2024: Catalaans kampioenschap

 Belgian Cats
- 2023  Europees kampioenschap
- 2025  Europees kampioenschap